# Membrana epirretiniana

Membrana epirretiniana, imagen de OCT. hombre de 89 años.

La membrana epirretinal (es decir "membrana sobre la retina") o pucker macular o membrana epirretínica es una enfermedad del ojo consistente en el desarrollo de una sutil membrana casi translúcida sobre la mácula (es decir, la zona central de la retina que es fundamental para la visión). Cuando tal membrana se contrae y se arruga causa una deformación y una progresiva distorsión de la mácula misma con los consecuentes defectos visuales.

## Cuadro clínico
En el momento en el cual comienza a hacerse notar esta afección se nota una leve distorsión de las imágenes y de los textos escritos con caracteres (letras, números etc.) más pequeños (las líneas parecen onduladas). Cuando la tracción ejercida por la membrana epirretinal aumenta sobre la mácula la lectura de los textos deviene mucho más difícil. La evolución de esta enfermedad (mientras no sea curada) deviene en una mancha (o un escotoma) que impide la visión central.

## Diagnóstico
El diagnóstico se realiza mediante el examen del fondo ocular por parte del oftalmólogo, examen que permite visualizar la membrana y su desarrollo. La confirmación de esto es más completa mediante el examen llamado tomografía de coherencia óptica con el cual se evalúa el grado de la tracción sobre la mácula por parte de la membrana perirretinal y ayuda a controlar con el tiempo a esta patología.